# Kurt Binding
Kurt Binding (* 6. März 1904 in Usedom; † 20. Mai 1971 in Bensberg-Refrath) war ein deutscher Verwaltungsjurist, Regierungspräsident in Hildesheim und SS-Oberführer.

## Leben
Binding absolvierte eine kaufmännische Lehrausbildung 1923 und schloss ein Studium der Rechtswissenschaften an. 1929 bestand er sein erstes juristisches Examen und wurde Referendar am Gericht. 1931 erfolgte die Promotion und zum 1. Dezember desselben Jahres trat er in die NSDAP ein (Mitgliedsnummer 829.963). 1934 wirkte er im Landratsamt Calbe/Saale. 1940 trat Binding in die Schutzstaffel (SS-Nummer 375.079) ein. 1941 ernannte man Binding zum stellvertretenden Regierungspräsident in Hildesheim und SS-Sturmbannführer. Am 1. Dezember 1941 trat er das Amt des Regierungspräsidenten im Regierungsbezirk Hildesheim sowie vertretungsweise im Regierungsbezirk Hannover an. 1944 erfolgte die Ernennung zum SS-Oberführer.
Nach dem Zweiten Weltkrieg war er in der Concordia Lebensversicherungs-AG beschäftigt und stieg 1959 bis in den Vorstand auf.